# Goran Gutalj
Goran Gutalj (* 12. November 1969) ist ein ehemaliger slowenischer Fußballspieler.

## Karriere
Gutalj wechselte zur Saison 1992/93 aus Bosnien und Herzegowina vom FK Željezničar Sarajevo nach Slowenien zum NK Mura. In zwei Jahren bei Mura kam er zu 23 Einsätzen in der 1. SNL, in denen er sieben Tore erzielte. Zur Saison 1994/95 wechselte er zum Ligakonkurrenten NK Maribor. Für Maribor absolvierte er sechs Partien, in denen er ein Tor erzielte. Zur Saison 1995/96 wechselte er weiter innerhalb der Liga zum NK Beltinci. In Beltinci kam er zu 45 Einsätzen in der 1. SNL, in denen er zehnmal traf. Zur Saison 1997/98 kehrte er zu Mura zurück. In zwei weiteren Jahren in Murska Sobota kam er zu 58 Erstligaeinsätzen, in denen er 21 Tore erzielte.
Im Juli 1999 wechselte Gutalj nach Russland zum ZSKA Moskau. In der russischen Hauptstadt konnte er sich allerdings nicht durchsetzen, bis zum Ende der Saison 1999 kam er lediglich zweimal in der Premjer-Liga zum Zug. Nach einem Halbjahr im Ausland kehrte der Stürmer im Januar 2000 wieder nach Slowenien zurück und schloss sich dem ND Gorica an. In eineinhalb Jahren bei Gorica gelangen ihm 19 Treffer in 44 Partien in der 1. SNL. Zur Saison 2001/02 wechselte er zum österreichischen Regionalligisten Kapfenberger SV. Mit den Steirern stieg er am Ende jener Spielzeit in die zweite Liga auf. Nach dem Aufstieg kam er in der Saison 2002/03 zu 26 Zweitligaeinsätzen, in denen er dreimal traf. Zur Saison 2003/04 schloss er sich dem viertklassigen SV Allerheiligen an. Für die Saison 2005/06 wechselte er zum burgenländischen Landesligisten SV Güssing, bei dem er seine Laufbahn schließlich beendete.